# Wybrand de Geest
Wybrand Simonsz. de Geest (16. srpna 1592 – kolem 1661) byl nizozemský malíř z období tzv. zlaté éry nizozemského malířství.

## Životopis
Wybrand de Geest se narodil a zemřel ve fríském městě Leeuwardenu. Naučil se malovat od svého otce, Simona Juckesze, který vytvářel vitráže z barevného skla. Později studoval s Abrahamem Bloemaertem. Od roku 1614 do roku 1618 podnikl po Francii a Itálii tzv. Grand Tour. V roce 1616 se setkal s Leonardem Bramerem v Aix-en-Provence. V Římě se stal členem malířského sdružení známého jako Bentvueghels. Dostal zde přezdívku De Friesche Adelaar či Frisian Eagle (Fríský orel).
De Geest se v roce 1622 oženil s Hendrickje Fransdr Uylenburghovou, neteří Rembrandtovy manželky Saskie van Uylenburghové. V roce 1634, těsně před jeho vlastní svatbou, Rembrandt navštívil De Geestovo studio. V roce 1636 Charles Ogier, sekretář francouzského kardinála Richelieu, navštívil De Geesta a obdivoval jeho velkou sbírku kuriozit a mincí.

## Portréty
De Geest byl nejvýznamnějším malířem z Frieslandu. Namaloval četné portréty významných občanů, z nichž mnoho je uchováno v muzeu Fries Museum v Leeuwardenu. Snad nejintimnější portréty, které namaloval, byly portréty členů jeho rodiny:

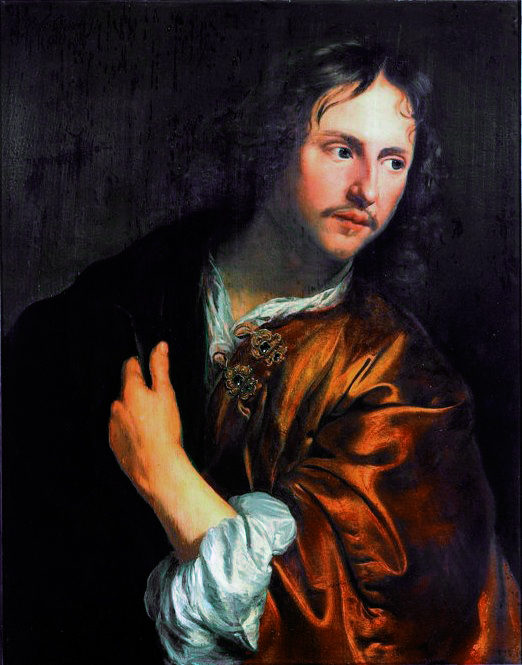
Adam Pynacker, jeho zeť
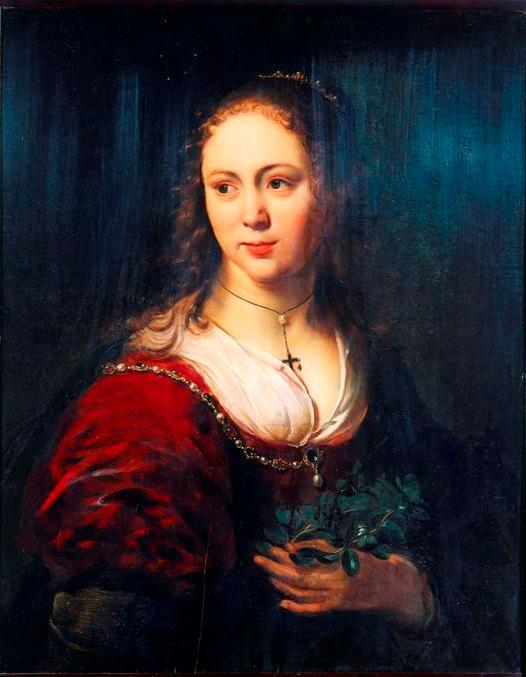
Eva de Geest, jeho dcera
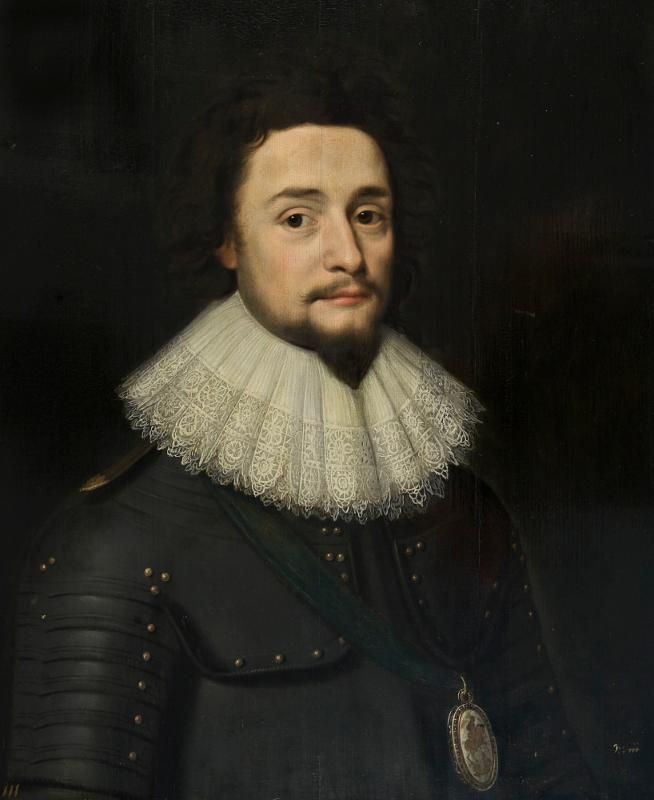
Frédéric V du Palatinat, 1625
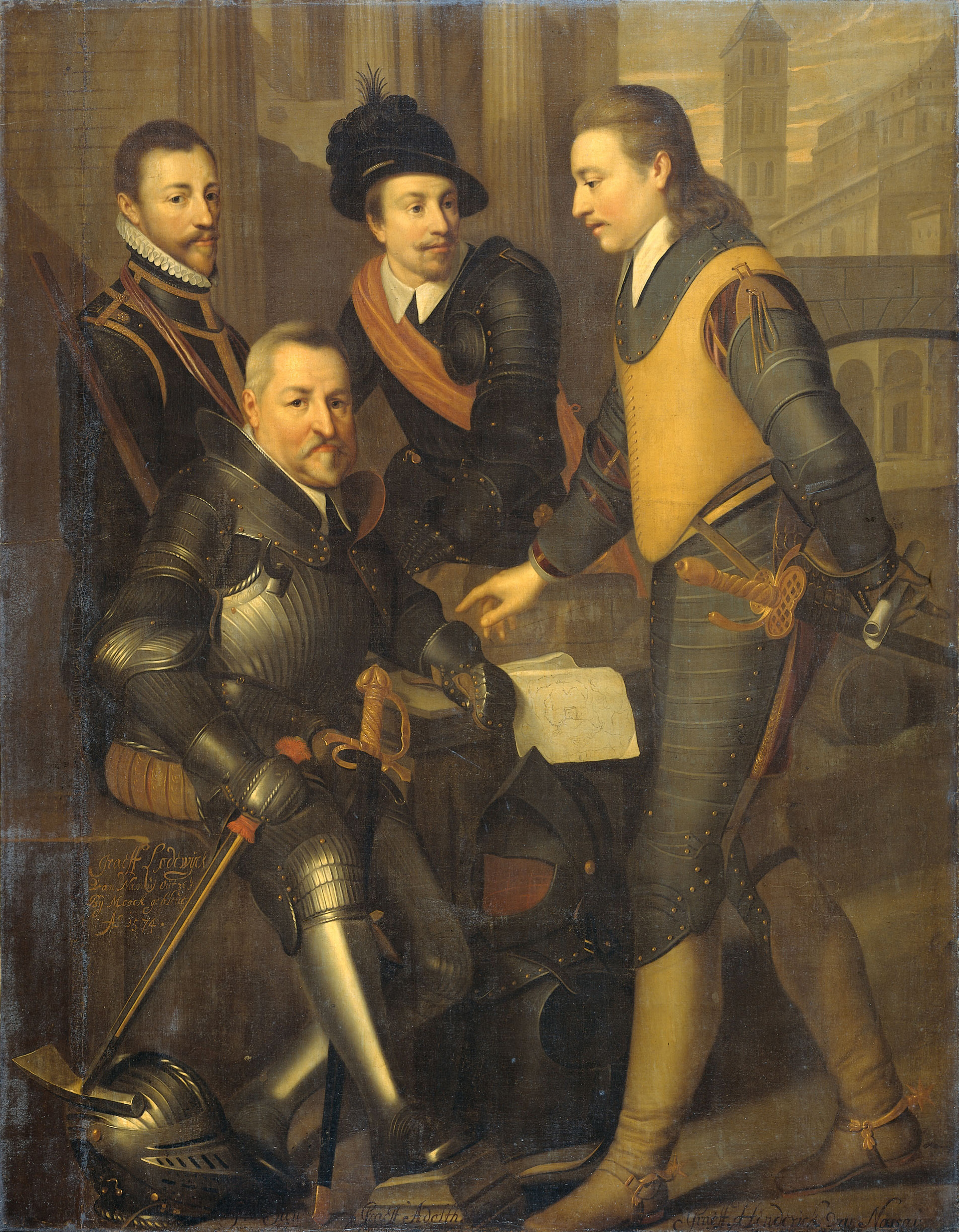
Guillaume Ier d'Orange-Nassau, 1630, Rijksmuseum, Amsterdam
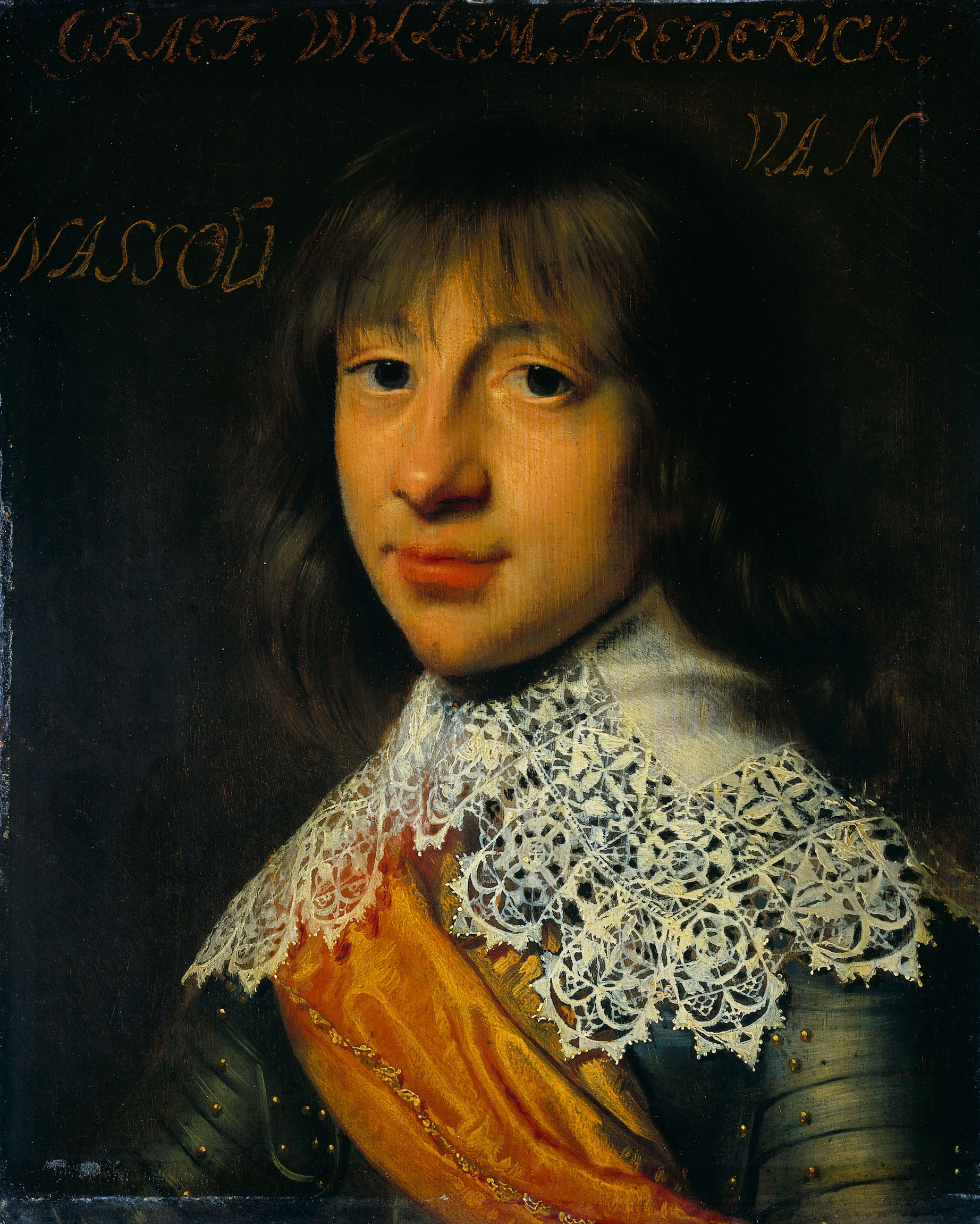
Guillaume-Frédéric de Nassau-Dietz, 1632, Rijksmuseum, Amsterdam
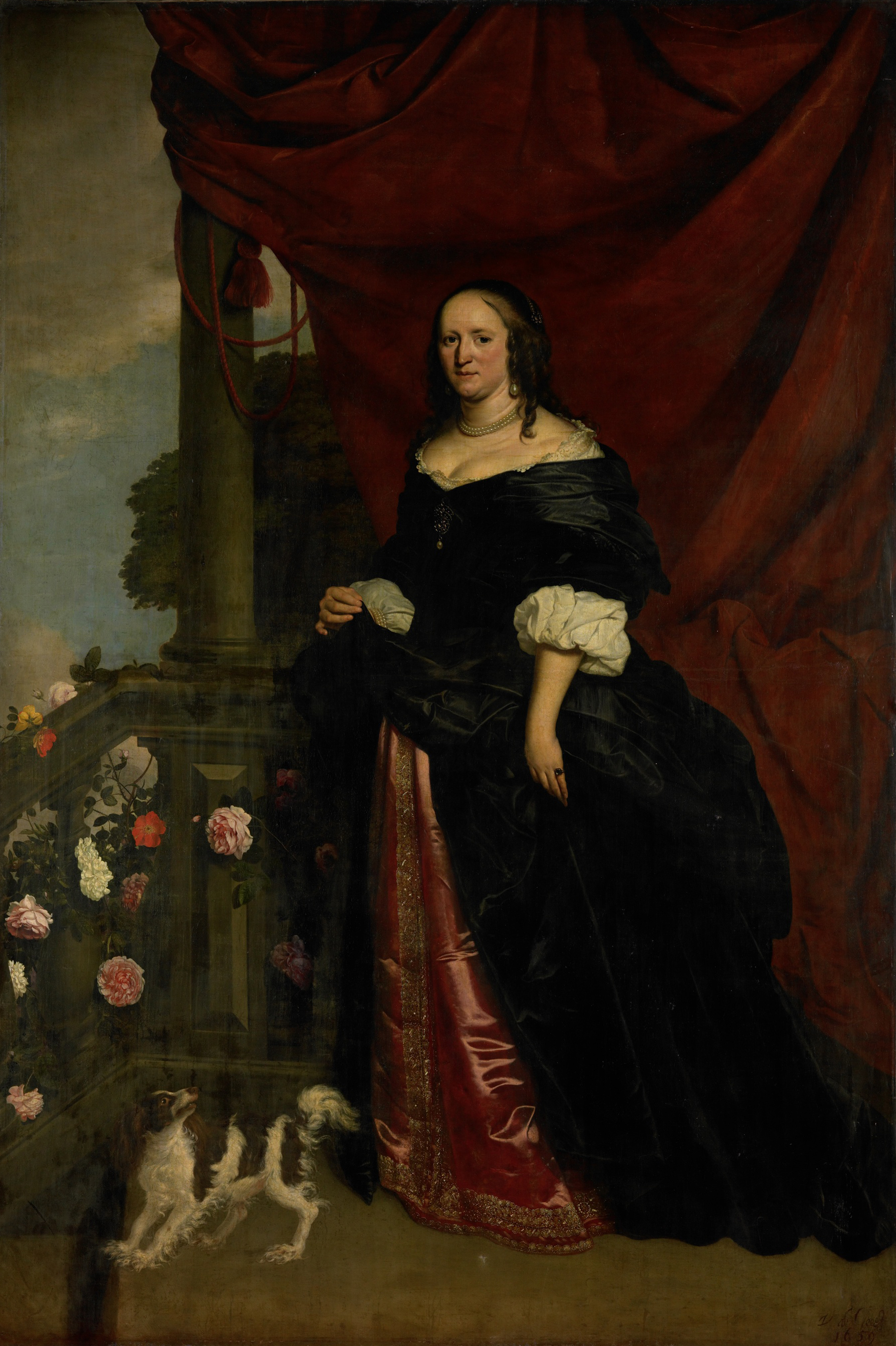
Sophia Anna van Pipenpoy (c. 1618–1670), (Rijksmuseum Amsterdam)
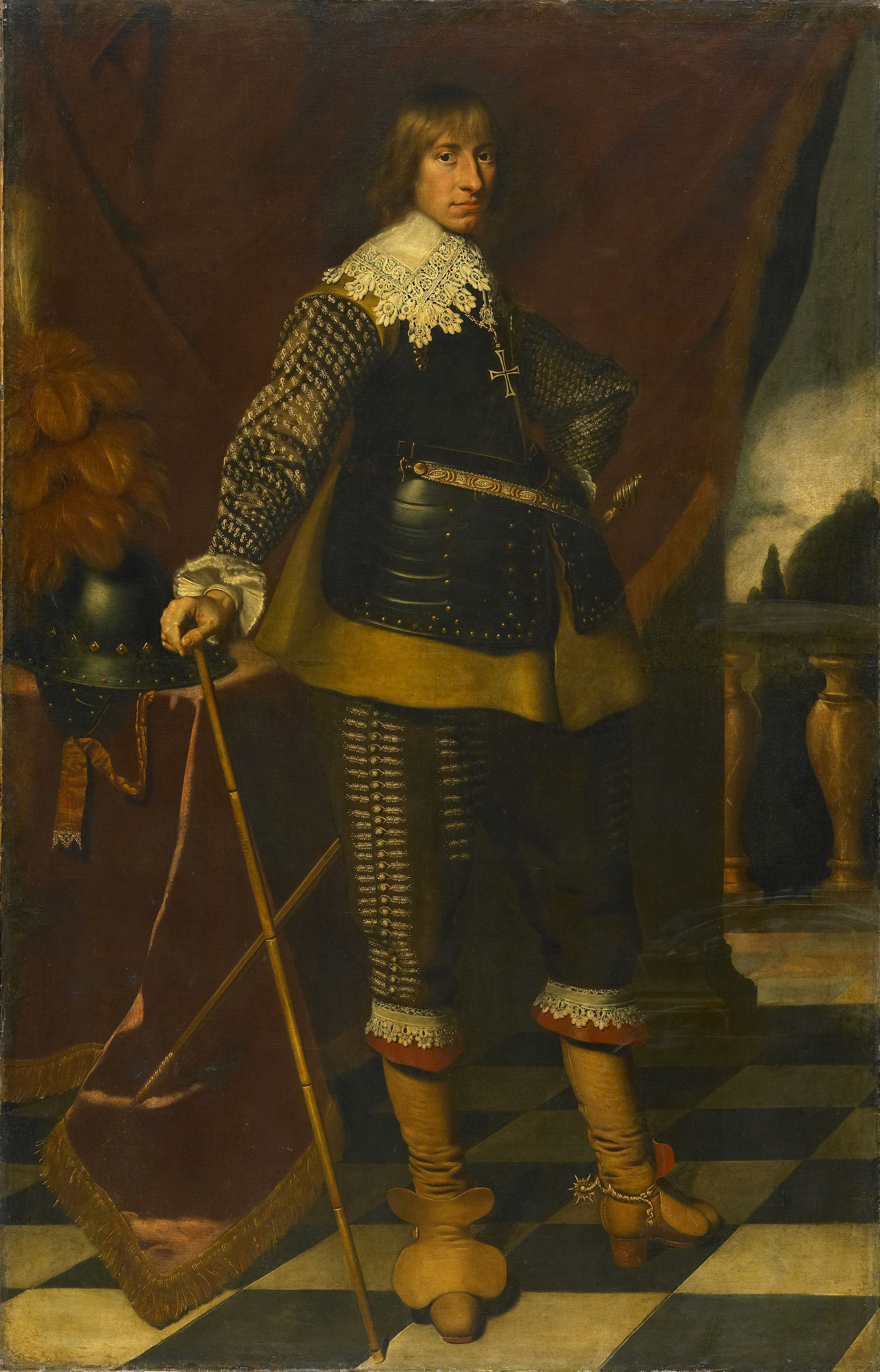
Henri Casimir Ier de Nassau-Dietz, 1632, Rijksmuseum, Amsterdam
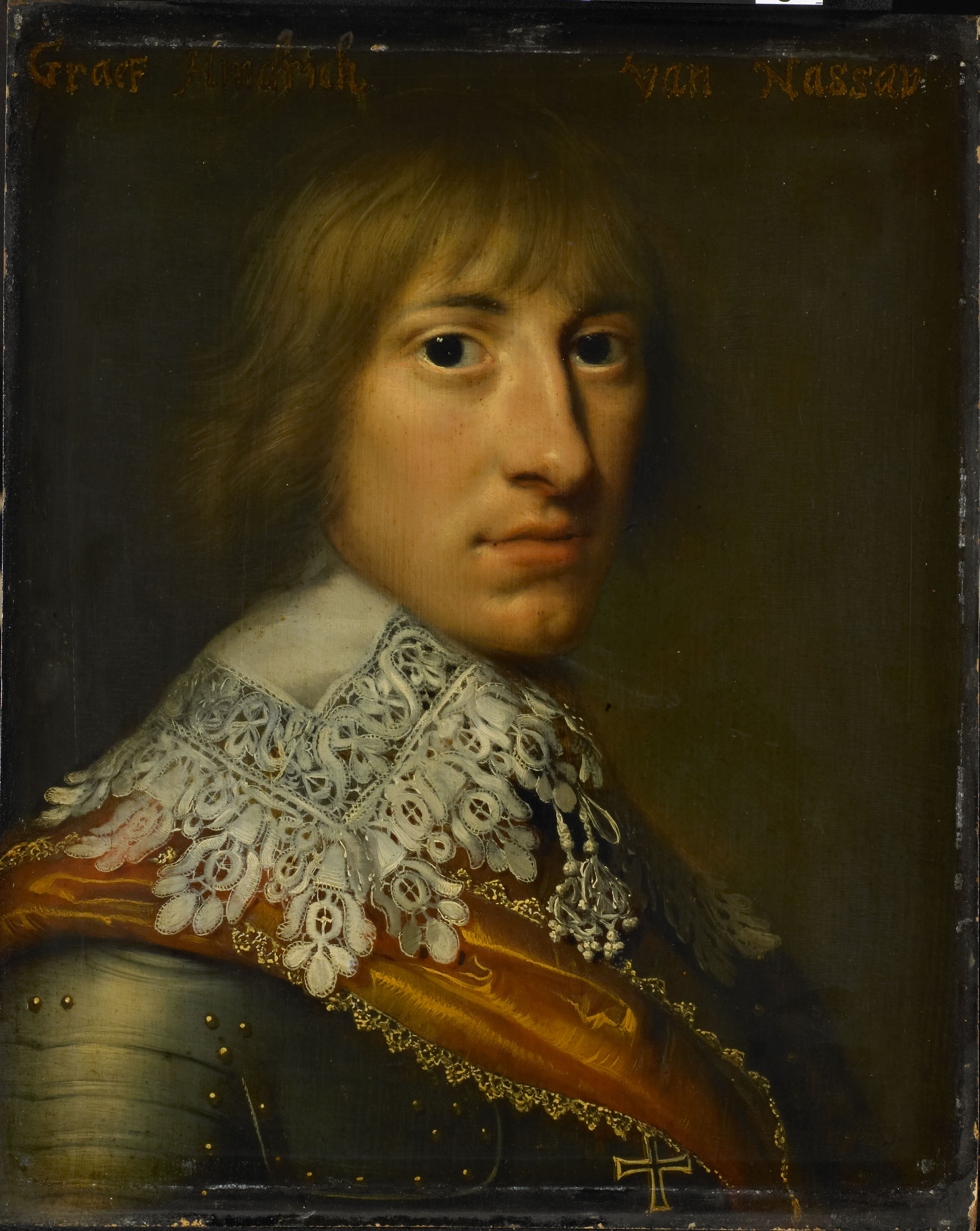
Henri Casimir Ier de Nassau-Dietz, 1632, Rijksmuseum, Amsterdam
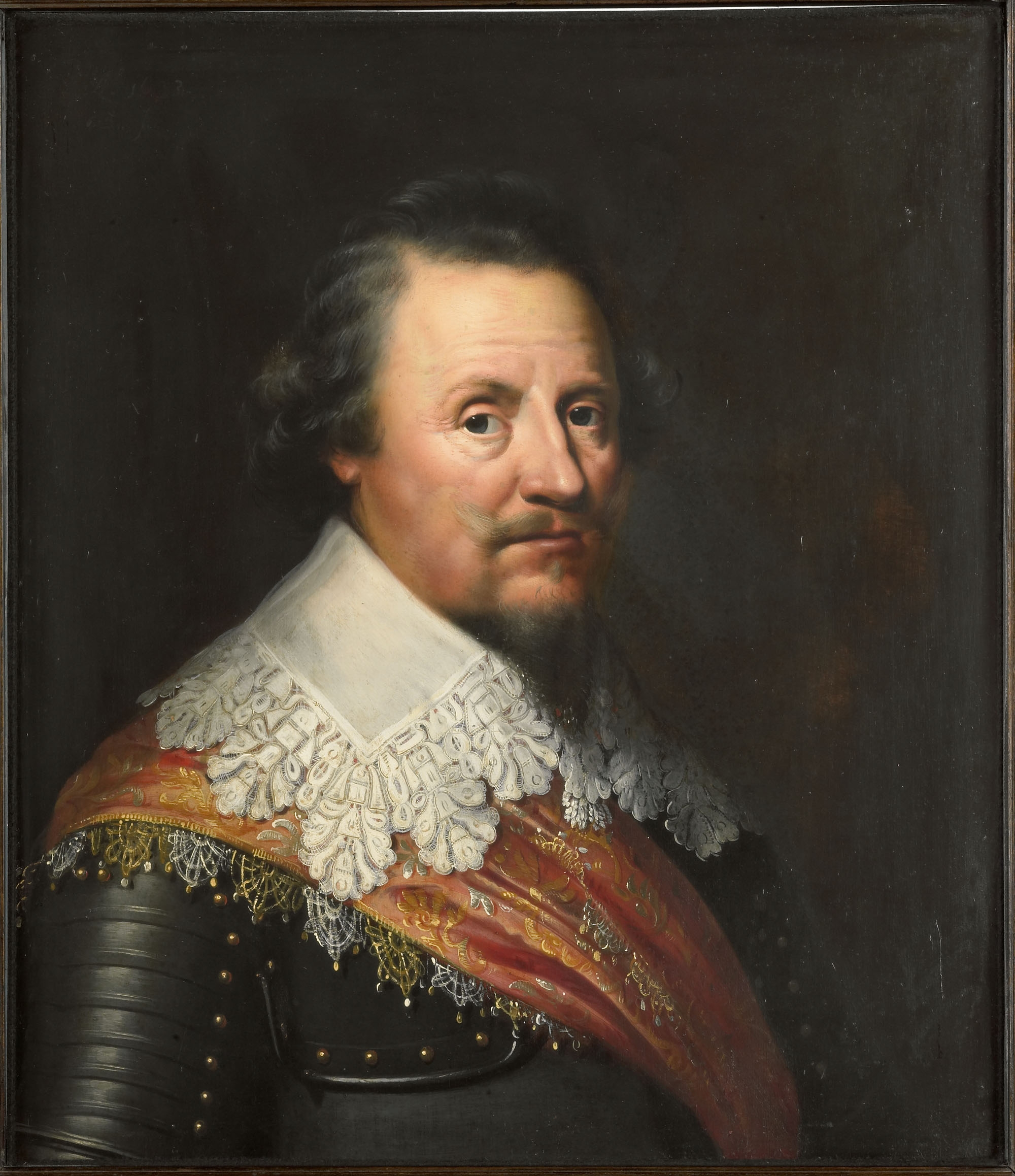
Ernest-Casimir de Nassau-Dietz, 1633, Rijksmuseum, Amsterdam
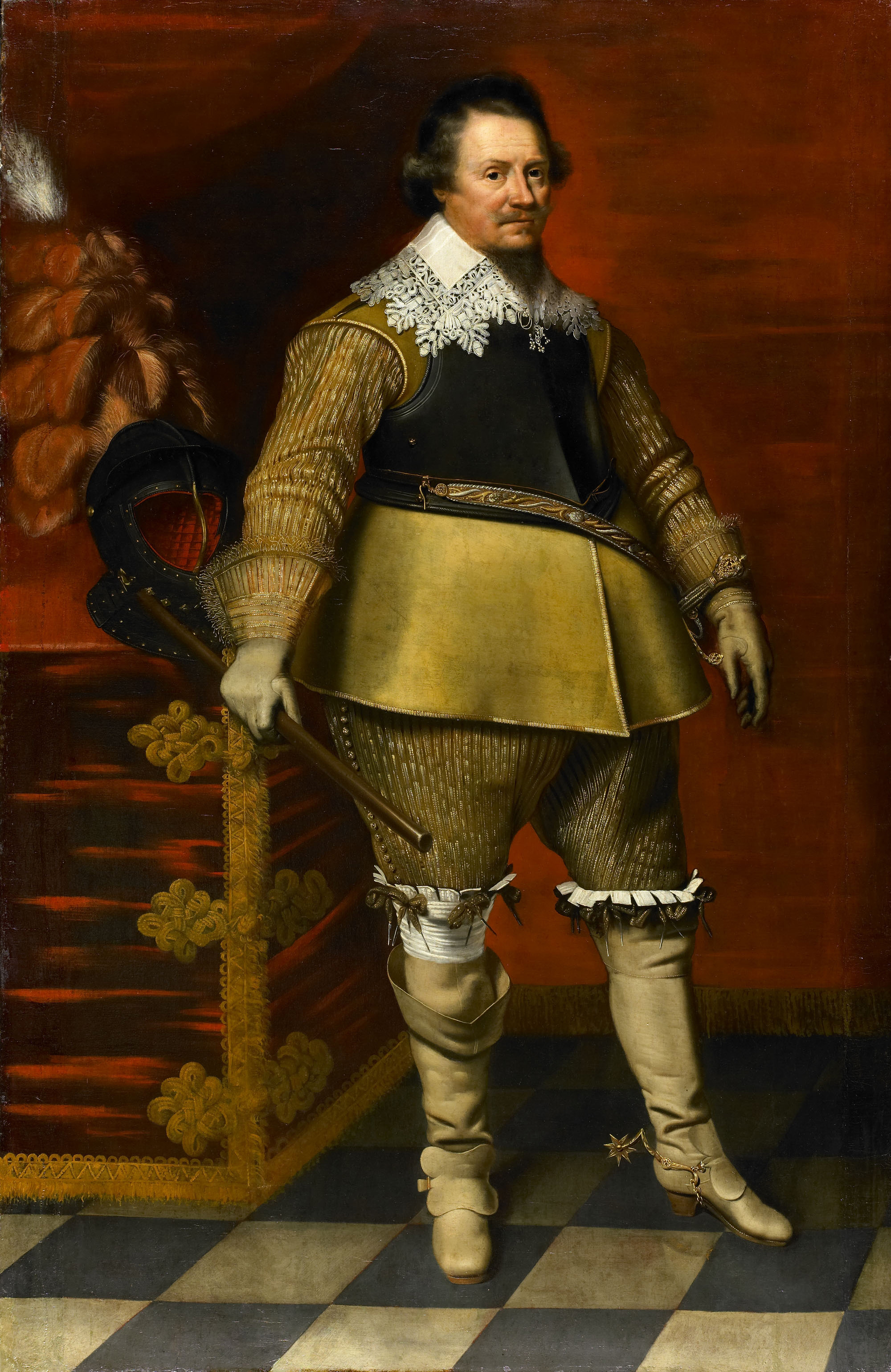
Ernest Casimir de Nassau-Dietz, 1635, Rijksmuseum, Amsterdam

De Geest ovlivnil Jacoba Adriaensze Backera a jeho žáky byli Jan Jansz de Stomme a Jacob Potma. Malíři se stali také jeho synové Julius a Frank. Jeho vnuk Wybrand psal hry, cestovního průvodce po Římu, a v roce 1702 publikoval Het Kabinet der Statuen.